# Murat Kurnaz

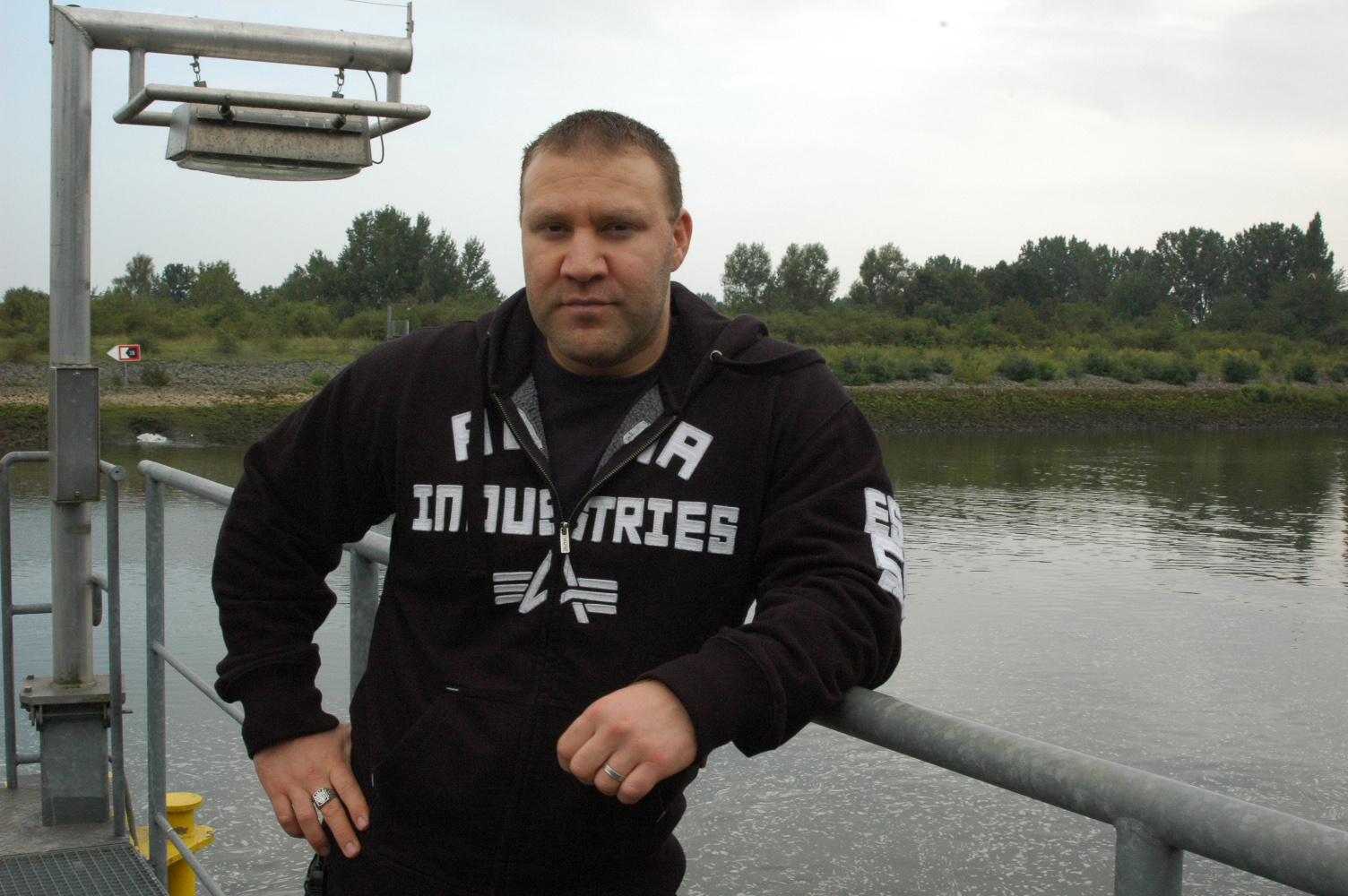
Murat Kurnaz (2011)

Murat Kurnaz (* 19. März 1982 in Bremen) ist ein in Deutschland geborener und aufgewachsener türkischer Staatsbürger, der von Januar 2002 bis August 2006 ohne Anklage im Gefangenenlager der Guantanamo Bay Naval Base festgehalten wurde. Er beschrieb dies in seiner Autobiografie Fünf Jahre meines Lebens, die 2013 verfilmt wurde.

## Leben

### Ausbildung, Orientierung am Islam
Kurnaz machte in Bremen seinen Hauptschulabschluss und begann daraufhin eine Ausbildung zum Schiffbauer. Im Sommer 2001 heiratete Kurnaz in der Türkei. Die Ehe wurde während seiner Gefangenschaft geschieden, wovon er Meldungen zufolge erst auf seiner Heimreise nach Deutschland erfuhr.
Im Herbst 2001 begann er, sich zunehmend am Islam zu orientieren, ließ sich einen Bart wachsen und besuchte regelmäßig die Abu-Bakr-Moschee in Bremen-Mitte. Dort bekam er Kontakt zur sunnitisch-orthodoxen Organisation Tablighi Jamaat. Der Bundesverfassungsschutz sieht laut seines Berichtes von 2006 die Gefahr gegeben, dass die Tablighi Jamaat aufgrund ihres strengen Islamverständnisses und der weltweiten Missionstätigkeit islamistische Radikalisierungsprozesse fördert. Demnach existieren belegte Einzelfälle, bei denen die Infrastruktur der Missionsbewegung von Mitgliedern terroristischer Vereinigungen zu Reisezwecken genutzt wurde.
Wenige Wochen nach den Anschlägen vom 11. September 2001, am 3. Oktober 2001, flog Kurnaz im Alter von 19 Jahren von Frankfurt nach Karatschi (Pakistan), um – so seine Aussage vor dem Untersuchungsausschuss – in den Moscheen der Tablighi Jamaat mehr über den Koran zu lernen, bis seine Frau im Dezember aus der Türkei nach Deutschland komme.

### Verhaftung und Internierung in Guantanamo Bay
In Pakistan wurde Kurnaz am 1. Dezember 2001 bei einer Routinekontrolle von der pakistanischen Polizei festgenommen, von dieser an das pakistanische Militär und schließlich gegen Kopfgeld von 3000 Dollar an die US-Streitkräfte in Afghanistan übergeben, die ihn zunächst auf einer US-Air Force Base im Kriegsgebiet bei Kandahar in einem provisorischen Gefangenenlager unter freiem Himmel festhielten.

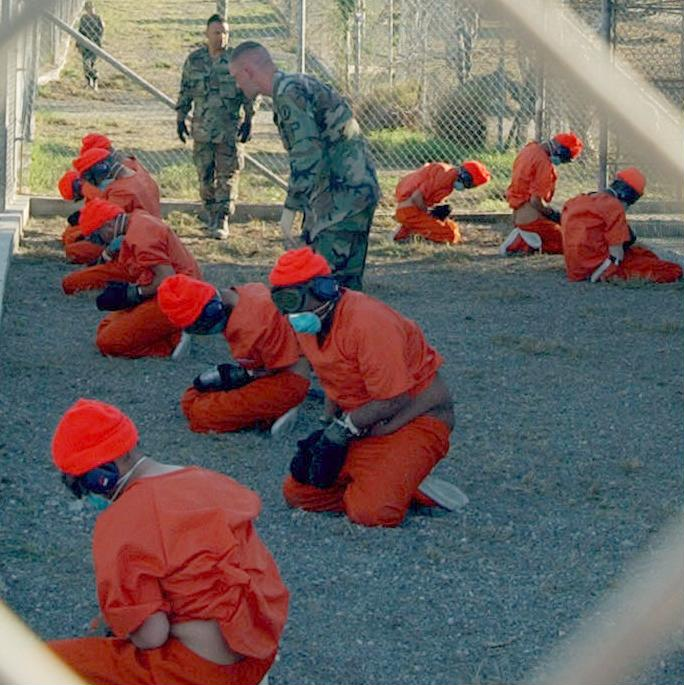
Gefangene bei ihrer Ankunft im Gefangenenlager der Guantanamo Bay Naval Base im Januar 2002

Kurnaz wurde als feindlicher Kämpfer eingestuft und im Januar 2002 aus Afghanistan zum Gefangenenlager Guantanamo auf Kuba verlegt. Er war einer der ersten Gefangenen in dem wenige Wochen zuvor eröffneten Lager.
Kurnaz selbst gibt an, während seiner Inhaftierung in Afghanistan und Guantanamo wiederholt gefoltert worden zu sein, unter anderem durch Schläge, erzwungenen Schlafentzug und dem Waterboarding ähnliche Praktiken.

### Rückkehr nach Deutschland
Nach der Entlassung aus fast fünf Jahren Internierung (1727 Tage) traf er am 24. August 2006 wieder in Deutschland ein. Kurnaz erhob seitdem wiederholt in den Medien schwere Vorwürfe gegen die deutsche Bundesregierung. So behauptete er, er sei Ende 2001 in Afghanistan von Angehörigen des Kommando Spezialkräfte der Bundeswehr misshandelt worden. Sein Anwalt warf der Regierung Schröder vor, sie habe eine frühere Freilassung Kurnaz im Jahre 2002 vereitelt. Kurnaz berichtete zudem von schweren physischen und psychischen Misshandlungen durch US-Soldaten in Afghanistan und auf Kuba.
Seit seiner Rückkehr nach Deutschland lebt Kurnaz in Bremen. Er ist zum zweiten Mal verheiratet und hat zwei Kinder. 2007 erschien seine autobiographische Schilderung Fünf Jahre meines Lebens. Ein Bericht aus Guantánamo, die unter dem Titel 5 Jahre Leben 2013 verfilmt wurde. Er setzte sich für die Freilassung des seit 2002 in Guantánamo inhaftierten Younous Chekkouri ein. 2013 gab Kurnaz an, die deutsche Staatsangehörigkeit beantragen zu wollen.
Kurnaz ist bei Veranstaltungen von Amnesty International aufgetreten und arbeitet seit der Flüchtlingskrise in Deutschland 2015/2016 als Trainer und Betreuer in Flüchtlingsunterkünften. Im Oktober 2016 nahm Kurnaz an einem World Meeting der rockerähnlichen Gruppierung Osmanen Germania Boxclub im hessischen Dietzenbach teil, lehnte dann das Angebot einer Mitarbeit ab. Der Verein und seine Teilorganisationen wurden im Juli 2018 in Deutschland verboten.
Sein Buch ist in über 12 Sprachen übersetzt worden. In Vorträgen und Artikeln spricht er sich für Integration und den Glauben an die Menschen aus.

## Der Fall Murat Kurnaz

### Gründe für die Gefangennahme
Murat Kurnaz befand sich im direkten Umfeld von Selçuk Bilgin, dessen Eltern ihm vorwarfen, in Afghanistan gegen die Vereinigten Staaten kämpfen zu wollen. Zudem wurde Bilgin vom Pentagon der Planung eines Selbstmordattentates beschuldigt. Nach Unterlagen des Pentagons war die Zusammenarbeit mit Bilgin der Hauptgrund für die Gefangennahme Kurnaz’. Diese Anschuldigungen haben sich als unwahr herausgestellt, Bilgin lebt mit seiner Familie in Deutschland.
Kurnaz wurde als ungesetzlicher Kombattant eingeordnet. Dieser Begriff wurde von George W. Bush im sogenannten Krieg gegen den Terror verwendet und dient als Rechtfertigung, den Inhaftierten ihre Rechte im Ermittlungsverfahren zu versagen. So durften die Gefangenen zum Beispiel keinen Rechtsanwalt mit ihrer Verteidigung beauftragen, sich mit keinem Anwalt allein unterhalten und ihre Angehörigen nicht sehen. Wann ihr Prozess vor einem US-Militärgericht sein würde, war ungewiss.
Sein Anwalt Bernhard Docke klagte zusammen mit den Anwälten anderer freigelassener Guantánamo-Häftlinge dagegen vor einem US-Bundesgericht. Die zuständige Richterin Joyce Hens Green stellte am 31. Januar 2005 fest, dass Kurnaz’ Einstufung als ungesetzlicher Kombattant unbegründet und somit seine Inhaftierung rechtswidrig gewesen sei. Die Richterin, die Zugang zu Kurnaz’ gesamter Gefangenenakte inklusive der Geheimhaltung unterliegender Informationen hatte, stellte fest, es gebe keine Beweise, dass Kurnaz Verbindungen zu al-Qaida gehabt oder eine besondere Bedrohung der USA dargestellt habe. Am 9. Februar 2011 legte die US-Regierung Berufung gegen dieses Urteil ein. 
Der Generalbundesanwalt beim Bundesgerichtshof verwies im Frühjahr 2002 das Verfahren gegen Kurnaz wegen des Verdachts auf Bildung einer kriminellen Vereinigung zurück an die Staatsanwaltschaft Bremen. Der Generalbundesanwalt erklärte sich für nicht zuständig, da er nach Prüfung der Ermittlungsakten zu dem Schluss kam, dass kein ausreichender Anfangsverdacht für die Bildung einer kriminellen Vereinigung vorlag. Der Bremer Staatsanwalt stellte 2002 das Ermittlungsverfahren gegen die zwei weiteren Verdächtigen (Selcuk B. und Ali M.) mangels hinreichenden Tatverdachts ein. Gegen Kurnaz und den Beschuldigten Sofyen B.-A. wurde das Verfahren zunächst vorläufig eingestellt, weil diese sich nicht persönlich äußern konnten. Am 17. Oktober 2006 teilte die Staatsanwaltschaft Bremen mit, dass nun auch das Verfahren gegen Kurnaz eingestellt sei. 

### Die Rolle der deutschen und türkischen Regierung
Seit Januar 2002 war die deutsche Regierung über die Gefangennahme des türkischen Staatsbürgers Kurnaz informiert und arbeitete eng mit den amerikanischen Sicherheitsdiensten zusammen. Schon im Januar 2002 wurde ihr die Möglichkeit zum Verhör angeboten. Versuche des Auswärtigen Amts, Kurnaz konsularisch zu betreuen, wurden von amerikanischer Seite mit dem Verweis auf dessen türkische Staatsbürgerschaft abgelehnt. Nach Art. 5 lit. a und des Wiener Übereinkommens über konsularische Beziehungen ist es Aufgabe der jeweiligen Heimatstaaten, die Interessen ihrer Bürger im Ausland zu schützen und ihnen Hilfe und Beistand zu leisten. Da insoweit die Türkei berufen war, begegnet die Ablehnung der deutschen Konsulartätigkeit keinen staatsrechtlichen Bedenken. Die damalige türkische Regierung intervenierte nicht zu Gunsten Kurnaz’.
Deutsche Ermittlungserkenntnisse wurden informell an die Amerikaner für die US-Verhöre in Guantánamo übermittelt. Schließlich flogen im September 2002 zwei Mitarbeiter des Bundesnachrichtendienstes (BND) und ein Mitarbeiter des Bundesamtes für Verfassungsschutz (BfV) zusammen mit einem CIA-Mitarbeiter zum Verhör nach Guantánamo. Der Mitarbeiter des BfV war zuvor in Bremen auf das Verhör vorbereitet worden, darüber hinaus gab es Fragelisten von BKA und LKA.
Nach Auffassung der deutschen vernehmenden Beamten war Kurnaz nie terroristisch tätig, sondern nur zur falschen Zeit am falschen Ort. Da die US-Stellen diese Auffassung teilten, sollen die Vereinigten Staaten kurz darauf Kurnaz’ Rückkehr nach Deutschland angeboten haben. Die deutschen Behörden hätten jedoch eine Abschiebung in die Türkei, nicht aber nach Deutschland befürwortet. Daraufhin hätten die Vereinigten Staaten ihr Angebot zurückgezogen, obwohl der damalige Außenminister Joschka Fischer persönlich im US-Außenministerium für seine Freilassung intervenierte. Laut Aussage des damaligen US-Sonderbotschafters und Guantánamo-Beauftragten Pierre-Richard Prosper war Kurnaz seit 2002 zur Freilassung vorgesehen, was der deutschen Bundesregierung auch bekannt war oder hätte sein müssen.
Der damalige Innensenator Bremens, Thomas Röwekamp, kündigte 2004 an, dass Kurnaz nach seiner Freilassung nicht wieder nach Deutschland einreisen dürfe, da seine unbefristete Aufenthaltserlaubnis wegen eines mehr als sechsmonatigen Auslandsaufenthalts erloschen sei. Kurnaz habe versäumt, die in solchen Fällen vorgeschriebene Verlängerung der Wiedereinreisefrist zu beantragen. Zu diesem Schluss kam ursprünglich ein Dossier des damals zuständigen Referatsleiters im Bundesinnenministerium Hans-Georg Maaßen, das Jahre später bei der politischen Aufarbeitung des Falles Kurnaz Hauptgegenstand des dafür eingerichteten Untersuchungsausschusses wurde. Das Verwaltungsgericht Bremen entschied im November 2005, dass die Aufenthaltserlaubnis weiterhin gültig sei, da Kurnaz keine Gelegenheit hatte, rechtzeitig die sonst erforderliche Genehmigung für eine längere Abwesenheit ohne Verlust des Aufenthaltsrechtes einzuholen.

### Untersuchungsausschüsse
Der Fall Kurnaz beschäftigte zwei Untersuchungsausschüsse des Bundestages. Der Verteidigungsausschuss untersuchte, ob Angehörige des Kommandos Spezialkräfte Kurnaz in Afghanistan misshandelt haben. Der sogenannte BND-Untersuchungsausschuss prüfte, ob Kurnaz nicht bereits 2002 hätte freikommen können. Der erweiterte Auftrag bestimmte unter anderem die Untersuchung, „welche Bemühungen im Fall Murat Kurnaz von der Bundesregierung unternommen wurden, um Murat Kurnaz Hilfe zu leisten und seine Freilassung zu erreichen“.
Der CIA-Sonderausschuss des Europäischen Parlaments stellte in seinem Abschlussbericht vom Januar 2007 fest, die deutsche Bundesregierung habe 2002 ein Angebot der Vereinigten Staaten, Kurnaz freizulassen, ausgeschlagen. Dies sei geschehen, obwohl die Nachrichtendienste beider Staaten von seiner Unschuld überzeugt waren. Mitverantwortung für die Entscheidung soll nach Presseberichten der damalige Chef des Bundeskanzleramtes und Beauftragte für die Nachrichtendienste Frank-Walter Steinmeier tragen. Steinmeier bestritt diese Vorwürfe 2007: Es habe kein offizielles belastbares Angebot der Vereinigten Staaten gegeben und es bestehe kein Zusammenhang zwischen der Entscheidung, Kurnaz wegen Terrorismusverdachts nicht in die Bundesrepublik einreisen zu lassen, und seiner langen Haft in Guantánamo. Er sagte im Januar 2007: „Ich würde mich heute nicht anders entscheiden“ und „Man muss sich ja nur vorstellen, was geschehen würde, wenn es zu einem Anschlag gekommen wäre, und nachher stellte sich heraus: Wir hätten ihn verhindern können“.
Am 1. März 2007 kam es im BND-Untersuchungsausschuss zu einem Eklat, weil wichtige Akten zum Fall Kurnaz verschwunden waren. Dabei handelte es sich um jene Unterlagen des Bremer Verfassungsschutzes, die nach Meinung des Bundesamts für Verfassungsschutz und der damaligen Bundesregierung belegt hätten, dass Kurnaz dennoch ein Sicherheitsrisiko darstellte – im Gegensatz zur Einschätzung der BND-Mitarbeiter, die ihn in Guantánamo verhört hatten. Die weiteren Vernehmungen wurden verschoben.
Der Verteidigungsausschuss kam nach Abschluss seiner Untersuchung im Fall Kurnaz am 18. September 2008 zum Ergebnis, dass es für die Misshandlung durch Angehörige der Bundeswehr-Eliteeinheit keine Beweise gebe. Die Vorwürfe könnten aber mangels Beweisen auch nicht zurückgewiesen werden.
Der BND-Ausschuss stellte in seinem Abschlussbericht vom 18. Juni 2009 fest, im Fall Kurnaz habe kein Fehlverhalten deutscher Behörden vorgelegen. Im Juli 2009 urteilte das Bundesverfassungsgericht, dass die Beschränkung des Untersuchungsausschusses mit begrenzter Akteneinsicht und Aussagegenehmigungen gegen das Grundgesetz verstieß.

## Rezeption
Navid Kermani äußerte 2007, die deutschen Behörden hätten im Fall Kurnaz rassistisch gehandelt, Kurnaz’ Aussehen nach der Haft – „dieser unglaubliche Bart, länger und krauser als der Bart von … Bin Laden“ – erschwere Sympathie in der deutschen Öffentlichkeit für ihn. Gerade in einem solchen Fall müsse jedoch der Rechtsstaat die Gleichbehandlung zum Wohle aller Einwohner und zu seinem eigenen Schutz sicherstellen: „Wir sind Murat Kurnaz.“
Kurnaz’ Geschichte wurde von John le Carré in seinem Spionagethriller Marionetten verarbeitet. Arte zeigte eine Dokumentation zum Fall Kurnaz. Seine Autobiographie Fünf Jahre meines Lebens, die in Übersetzungen auch in der Türkei, in Frankreich und den Vereinigten Staaten erschien, wurde 2013 unter dem Titel 5 Jahre Leben von Stefan Schaller verfilmt; Kurnaz wurde von Sascha Alexander Gersak dargestellt. Der 2022 erschienene Film Rabiye Kurnaz gegen George W. Bush zeigt die Geschichte aus der Perspektive seiner Mutter Rabiye.

## Schriften
- mit Helmut Kuhn: Fünf Jahre meines Lebens. Ein Bericht aus Guantánamo. Rowohlt Berlin, Berlin 2007, ISBN 978-3-87134-589-0 (Autobiografie).[38]
  - Hayatımın Beş Yılı. Guantanamo'dan bir anlatı. Anı. Merkez Kitaplar, Istanbul 2007, ISBN 978-9944-86-032-1 (türkische Übersetzung).